# Michael Glatze
Michael Glatze (* 1975 Olympia) je spoluzakladatel magazínu Young Gay America a bývalý aktivista za práva gayů. Svůj postoj však později změnil, přestal se považovat za homosexuála; stal se nedenominačním křesťanským pastorem.

## Život
Michael Glatze se narodil v Olympii ve Washingtonu, ve Spojených státech. Jeho maminka byla křesťanka a jeho otec byl agnostik. Otec zemřel, když Michaelovi bylo třináct let, v jeho devatenácti mu zemřela i matka. Vystudoval na bakaláře na Darthmouth College (anglickou literaturu, výtvarné psaní a hudbu).
Při práci pro XY Magazine ve San Franciscu potkal Benjie Nycuma. Stali se přáteli na 10 let. Časem založili svůj vlastní magazín Young Gay America. Michael Glatze a Nycum jsou také spoluautoři knihy XY Návod na přežití (2000).
Michael Glatze se obrátil ke křesťanství, když začal mít vážné problémy se srdcem (nepravidelné bušení). Obával se, že zdědil chorobu po svém otci, tak vyhledal lékařskou pomoc. Nepravidelné bušení se nakonec projevilo jako druh chudokrevnosti, způsobené celiakií. Kvůli strachu ze smrti se Michael začal o víru zajímat z jiného úhlu.
Po několikaletém osobním přezkoumávání se Michaelův pohled na homosexualitu dramaticky změnil. Podnítilo ho to natolik, že napsal článek, který se objevil na WorldNetDaily. Jeho názory se začaly objevovat i na konzervativních stránkách. Psal také na blogy homosexuálů. Byl pozván do CNN, nabídku však nepřijal. Čelil četným nepřátelským útokům ze stran jeho bývalých kolegů.
26. října roku 2013 se oženil s Rebekou Fuller, s níž se seznámil na biblické škole ve státě Wyoming, kde působí jako pastor. O jeho životě byl v roce 2015 natočený film s názvem I Am Michael.